# Lijst van scoutinggroepen in West-Vlaanderen
Dit is een overzicht van scoutinggroepen in West-Vlaanderen.

## FOS Open Scouting
In tegenstelling tot de naamgeving bij Scouts en Gidsen Vlaanderen, kunnen scoutsgroepen (eenheden) bij FOS Open Scouting een nummer kiezen, de nummering loopt over gans Vlaanderen. Ongeveer de helft van de eenheden van FOS Open Scouting in West-Vlaanderen zijn seascoutsgroepen.
- 2e FOS De Westhinder Oostende - seascoutsgroep
- 8e FOS 't Vloedgat Nieuwpoort - seascoutsgroep
- 9e FOS De Wandelaar Blankenberge - seascoutsgroep
- 11e/22e FOS De Boekaniers Brugge - seascoutsgroep
- 15e FOS 't Kraaienest De Panne - seascoutsgroep
- 21e FOS De Jolle Oostende - landscoutsgroep
- 33e FOS De Navajo's Koekelare - landscoutsgroep
- 36e FOS De Jakketoes Izegem - landscoutsgroep
- 39e FOS De Menapiërs Brugge - landscoutsgroep
- 102e FOS De Albatros Knokke-Heist - landscoutsgroep
- 207e FOS De Eekhoorn Oostkamp - landscoutsgroep
- 209e FOS De Vrijbuiters Brugge - landsoutsgroep
- 210e FOS De Dakota's Bredene - landscoutsgroep

## Scouts en Gidsen Vlaanderen

### Nummerinformatie
De nummering van groepen bij Scouts en Gidsen Vlaanderen volgt een strikt patroon. De code bestaat uit een letter, 4 cijfers en opnieuw een letter. Onderstaande tabel legt de betekenis van deze tekens uit.
| code                   | betekenis                                                                         |
| ---------------------- | --------------------------------------------------------------------------------- |
| Eerste letter          | Lettercode voor de provincie                                                      |
| Eerste cijfer          | Gouwnummer binnen provincie                                                       |
| Tweede cijfer          | Districtnummer binnen gouw                                                        |
| Derde en vierde cijfer | Nummer van een groep binnen district                                              |
| Laatste letter         | - P: Gouw - D: District - M: Meisjesscouts - S: Jongensscouts - G: Gemengde groep |

### Gouw Noordzee
W1000P: Gouw Noordzee

#### District Duinse Polders
- W1100D: District Duinse Polders
- W1101G: Sint-Amandus Beernem
- W1104G: Sint-Joris Knokke-Heist
- W1105G: Zannekin Blauwvoet Blankenberge
- W1107G: Zeescouts Stella Maris Zeebrugge
- W1115G: Jan Breydel/Nele De Haan
- W1118G: Polderwolven Wenduine

#### District Brugse Vrije
- W1200D: District Brugse Vrije
- W1202G: St.-Leo Land- & Zeescouts Brugge
- W1203G: Tilleghem Sint-Michiels
- W1204M: Grimmertinge Sint-Andries (Brugge)
- W1206G: Permeke Jabbeke
- W1207M: Kerlinga Brugge
- W1209S: Dominiek Savio Sint-Andries(Brugge)
- W1210S: Sint-Hubertus Sint-Andries(Brugge)
- W1211S: André De Pauw Brugge
- W1212G: Karel De Goede Assebroek
- W1213G: AKABE Brugse Vrije Assebroek
- W1214G: Don Bosco Sint-Kruis
- W1222G: Jin Brugse Vrije Brugge

#### District Houtland
- W1300D: District Houtland
- W1301G: Robrecht De Fries Kortemark
- W1302S: Robrecht van Béthune Torhout
- W1303S: Karel van de Poele Lichtervelde
- W1306G: Jan van Haelewyn Gits
- W1307G: Sint-Rembert Torhout
- W1308G: Kanunnik Andries Ruddervoorde
- W1309M: De Graal Lichtervelde
- W1310G: Open Kamp Houtland

#### District De Kelle
- W1400D: District De Kelle
- W1403G: 't Rakkersnest Gistel
- W1404G: Zeescouts De Schorre Oostende
- W1407G: Casa Oostduinkerke
- W1408G: Noordland Bredene
- W1413G: Zeedustra Koksijde
- W1414G: Gisco Regenboog Gistel
- W1416G: Sint Jan Oostende

### Gouw Zuid-West-Vlaanderen
W2000P: Gouw Zuid-West-Vlaanderen

#### District Leieland
- W2100D: District Leieland
- W2101S: R.V.O.L.VR. Groeninge Kortrijk
- W2102G: Willem van Saeftinghe Kortrijk
- W2103M: O.L.V.VR. Groeninge Kortrijk
- W2104S: Gulden Vlies Kortrijk
- W2105M: Gulden Vlies Kortrijk
- W2106S: Robrecht van Béthune Heule
- W2107G: John F. Kennedy Menen
- W2108M: Robrecht van Béthune Heule
- W2109S: Tempeliers Gullegem
- W2110M: Tempeliers Gullegem
- W2111G: De Vlasshaard Lauwe

#### District Mandel
- W2200D: District Mandel
- W2201S: Padvinders van Sint-Joris Izegem
- W2202G: Rolarius Roeselare
- W2203G: Rolarius AKABE Roeselare
- W2205S: Sint Amandus Ingelmunster
- W2206G: Parsifal Rumbeke
- W2207G: Olivier De Neckere Tielt
- W2208G: Sint Joris Izegem

#### District Iedipo
- W2300D: District Iedipo
- W2301G: Sint Martinus Ieper
- W2303G: Zannekin Diksmuide
- W2304S: Hoplanders Poperinge
- W2305M: D'HoppeBellen Poperinge
- W2306G: AKABE De Iris Poperinge

#### District Gavers
- W2400D: District Gavers
- W2401S: Liederik Harelbeke
- W2402M: Jacob Van Artevelde Zwevegem
- W2403G: Sint Hubertus Waregem
- W2404G: Sint Arnout Tiegem
- W2405S: Onze Lieve Vrouw Ter Ruste Deerlijk
- W2406S: Graaf De Griboval Moen
- W2407G: Kerels van Zannekin Stasegem
- W2409G: Zeescouts Jan Bart Harelbeke
- W2410M: Adelheid Harelbeke
- W2411M: Jeanne D'Arc Deerlijk
- W2412S: Jacob Van Artevelde Zwevegem
- W2414G: Funk AKABE Waregem